# Burns (Oregon)
Burns az Amerikai Egyesült Államok északnyugati részén, Oregon állam Harney megyéjében, Bendtől 212 km-re keletre, Ontariótól 212 km-re nyugatra, a 20-as út mentén, Pendletontól pedig 322 km-re délre helyezkedik el, egyben a megye székhelye is. A 2010. évi népszámláláskor 2806 lakosa volt. A város területe 9,19 km², melynek 100%-a szárazföld.

## Története

### Őslakosok
Régészeti leletek bizonyítják, hogy a térség már 10 ezer éve is lakott volt. A paiute-törts vadászó–gyűjtögető életmódot folytató burnsi tagjai különváltak a wadatika ágtól. A wadatikák nevüket a Malheur-tó mellől táplálékként gyűjtött wadagyümölcsről kapták. 14 000 négyzetkilométeres territóriumuk a Cascade-hegységtől Boise-ig, valamint a Kék-hegység déli részétől a Steens-hegy északi feléig terjedt. A 19. századbeli, telepesekkel történt összecsapások után katonai erővel távoli rezervátumokba telepítették az amúgy is szétszórt törzseket; a paiute-ok közül többen visszatértek Harney megyébe.
Az 1930-as években a paiute-ok burnsi törzse földet vásárolt a közelben, és választásokat is rendeztek. Az 1960-as évek végére saját törvényhozásuk és rendeleteik voltak, 1972-ben pedig már külön egységként tartották őket nyilván, így a kormányzattal és más szervezetekkel is egyeztethettek. Övék a Burnstől északra lévő 310 hektáros Burns Paiute rezervátum, tagjaik pedig a megyében összesen több mint 4500 hektárnyi földet tulajdonolnak. 1991-ben 350 tagjuk volt, melyből 200 élt a rezervátumban.

### Városi rang és farmok

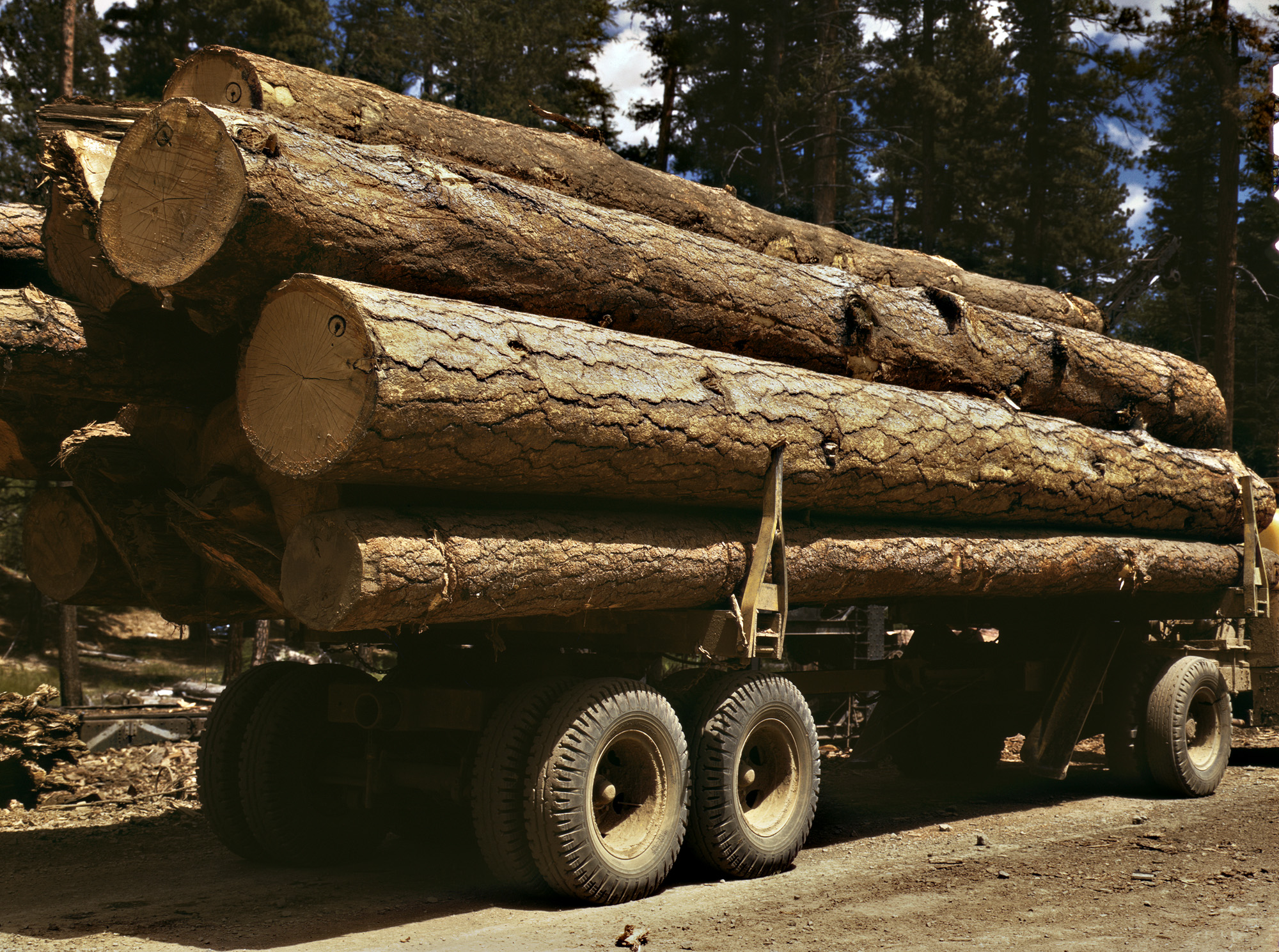
Amerikai sárgafenyő kitermelése 1942-ben

Burnst 1880-ban, az európai-amerikai telepesek érkezése után alapították; városi rangot formálisan Harney és Grant megyék szétválása után, 1889-ben kapott. Az első postamester George McGowan telepes, kereskedő és hivatalnok lett, aki a közösséget Robert Burns skót költőről nevezte el. 1891-ben a településnek postahivatala, számos üzlete, szállója, és egyéb vállalkozásai voltak.
Az 1920-as években a fakitermelésnek és bányászatnak köszönhetően megnőtt a régió lakossága. 1928-ban az Edward Hines Lumber Company engedélyt kapott a Burnstől északra lévő Kék-hegység Seneca környéki fáinak kivágására. A cég Burns és Seneca között kiépítette a vasutat (Oregon and Northwestern Railroad). A vállalat tulajdonosa, Edward Hines 1930-ban cégvárost hozott létre a helyen. A fakitermelés és -feldolgozás egészen az 1990-es évekig fontos szerepet töltött be a város gazdaságában, míg a nyersanyag hiánya miatt az utolsó üzemet is bezárták.
A környéken már az 1860-as években is tenyésztettek marhát, az 1877-es, száraz vidékek hasznosítását célzó rendelet után pedig tovább gyarapodott az állomány. A törvény értelmében a gazdálkodók a szárazabb vidékeken 130 hektáros területhez jutottak, melyet növénytermesztési és állattenyésztési célokra hasznosíthattak; néhány, a 19. században létrehozott tanya ma is létezik. 2011-ben a megye mezőgazdasági bevétele 84 millió dollár volt; ennek 65 százaléka marhatenyésztésből, 29% lucerna eladásából, a maradék pedig egyéb növények termesztéséből és lovak eladásából származott.

## Földrajz és éghajlat

### Földrajz
A Népszámlálási Hivatal adatai alapján a város területe 9,19 km², melynek 100%-a szárazföld.
Burns Délkelet-Oregon északi részén, a száraz Harney-medencében helyezkedik el. A medence a High Lava-síkság része, ahol a miocén korban, 5–10 millió évvel gyakoriak voltak a vulkánkitörések. Az itt húzódó Testvériség-törésvonal délkeleti–északnyugati irányban köti össze a Steens-hegyet Bend városával. A vonal közepén a síkság északon a Kék-hegységben, délen pedig a Basin Range-területben folytatódik.
A földkéreg mozgásai hozták létre a környék sekély medencéit, melyek 11 ezer éve, a pleisztocén során még jóval nagyobb vízfelülettel rendelkeztek. A legnagyobb a 14 000 négyzetkilométeres Harney-medence. Ma is láthatóak az egykor 2300 km²-es, egészen Burnsig érő Malheur-tó maradványai; területén ma három másik tó (Malheur, Harney, Mud) található. A megmaradt vízterületek alkotják a Malheur Nemzeti Tájvédelmi Körzetet.

### Éghajlat
A Köppen-skála alapján a város éghajlata félszáraz (BSk-val jelölve), viszont egyben a nedves kontinentális éghajlat (Dsb) határán is fekszik, ami évente átlagosan 99 csapadékos napot eredményez. A felhőtakaró a júliusi 25% és a januári 76% között változik. Egy évben átlagosan 84 milliméter hó hull. A napi átlagos páratartalom (délután négy órakor mérve) 42%; ez júliusban a legalacsonyabb (21%), decemberben és januárban pedig a legmagasabb (68%). Egy évben átlagosan 24 nap éri el a maximum hőmérséklet a 30 Celsius-fokot, 31 nap pedig fagypont alatt marad; 11 nap pedig az éjszakai minimumok -18% körül alakulnak. Ilyen hideg szeptember 2. és június 21-e éjszakáján, vagy az ezekhez közeli napokon szokott lenni.
Az 1950 januári hóviharok következtében összesen 81 centiméter hó hullt a településre, ezt a Nemzeti Meteorológiai Szolgálat a 20. században Oregonban előfordult 10 leginkább említésre méltó időjárási esemény közé sorolta. A hidegrekord 2013. december 8-án dőlt meg -34 °C-kal, a melegrekord pedig 2002. július 12-én 42 fokkal. A valaha mért legalacsonyabb átlagos maximum 1982. január 6-án és 1990. december 21-én -19 °C, a legmagasabb átlagos minimum pedig 1939. július 27-én és 30-án 23 °C.
| Hónap                                            | Jan.  | Feb.  | Már.  | Ápr.  | Máj.  | Jún. | Júl. | Aug. | Szep. | Okt.  | Nov.  | Dec.  | Év    |
| ------------------------------------------------ | ----- | ----- | ----- | ----- | ----- | ---- | ---- | ---- | ----- | ----- | ----- | ----- | ----- |
| Rekord max. hőmérséklet (°C)                     | 14,0  | 19,0  | 24,0  | 30,0  | 34,0  | 39,0 | 42,0 | 39,0 | 38,0  | 33,0  | 22,0  | 16,0  | 42,0  |
| Átlagos max. hőmérséklet (°C)                    | 1,6   | 4,1   | 9,6   | 13,9  | 18,9  | 23,9 | 29,9 | 29,3 | 24,2  | 16,6  | 7,3   | 1,3   | 15,1  |
| Átlaghőmérséklet (°C)                            | −4,0  | −3,6  | 3,0   | 6,2   | 10,7  | 14,7 | 19,3 | 18,3 | 13,3  | 7,1   | 0,8   | −4,4  | 6,8   |
| Átlagos min. hőmérséklet (°C)                    | −9,6  | −7,7  | −3,7  | −1,6  | 2,4   | 5,4  | 8,6  | 7,2  | 2,4   | −2,5  | −5,8  | −10,0 | −1,2  |
| Rekord min. hőmérséklet (°C)                     | −33,0 | −33,0 | −26,0 | −12,0 | −11,0 | −6,0 | −4,0 | −6,0 | −8,0  | −22,0 | −27,0 | −34,0 | −34,0 |
| Átl. csapadékmennyiség (mm)                      | 30    | 26    | 28    | 24    | 31    | 19   | 10   | 9    | 11    | 20    | 30    | 39    | 277   |
| Forrás: Nemzeti Óceán- és Légkörkutatási Hivatal |       |       |       |       |       |      |      |      |       |       |       |       |       |

## Népesség

### 2010
A 2010-es népszámláláskor a városnak 2806 lakója, 1280 háztartása és 720 családja volt. A népsűrűség 305,3 fő/km2. A lakóegységek száma 1490, sűrűségük 162,1 db/km2. A lakosok 92,2%-a fehér, 0,3%-a afroamerikai, 2,6%-a indián, 0,7%-a ázsiai,  0,7%-a egyéb, 3,3%-a pedig kettő vagy több etnikumú. A spanyol vagy latino származásúak aránya 4,7% (3,4% mexikói, 0,1% Puerto Ricó-i, 0,1% kubai, 1,1% egyéb spanyol vagy latino származású.)
A háztartások 22,3%-ában élt 18 évnél fiatalabb. 40,6% házas, 11,5% egyedülálló nő, 4,1% egyedülálló férfi, 43,8% pedig nem család. 36,9% egyedül élt; 13,9%-uk 65 éves vagy idősebb. Egy háztartásban átlagosan 2,13 személy élt; a családok átlagmérete 2,77 fő.
A medián életkor 44,5 év volt. A város lakóinak 21,5%-a 18 évesnél fiatalabb, 8,7% 18 és 24 év közötti, 20,3%-uk 25 és 44 év közötti, 30,7%-uk 45 és 64 év közötti, 18,9%-uk pedig 65 éves vagy idősebb. A lakosok 51,2%-a férfi, 48,8%-a pedig nő.

### 2000
A 2000-es népszámláláskor  a városnak 3064 lakója, 1272 háztartása és 784 családja volt. A népsűrűség 333,4 fő/km2. A lakóegységek száma 1487, sűrűségük 161,8 db/km2. A lakosok 93,5%-a fehér, 0,2%-a afroamerikai, 2,5%-a indián, 0,5%-a ázsiai, 0,1%-a a Csendes-óceáni szigetekről származik, 1,1%-a egyéb-, 2,1%-a pedig kettő vagy több etnikumú. A spanyol vagy latino származásúak aránya 5,3% (3,6% mexikói, 0,2% Puerto Ricó-i, 0,1% kubai, 1,4% pedig egyéb spanyol/latino származású.)
A háztartások 28,4%-ában élt 18 évnél fiatalabb. 48,8% házas, 8,2% egyedülálló nő; 38,4% pedig nem család. 31,9% egyedül élt; 12,4%-uk 65 éves vagy idősebb. Egy háztartásban átlagosan 2,33 személy élt; a családok átlagmérete 2,94 fő.
A város lakóinak 26%-a 18 évesnél fiatalabb, 4,9% 18 és 24 év közötti, 26,6%-uk 25 és 44 év közötti, 26,2%-uk 45 és 64 év közötti, 16,3%-uk pedig 65 éves vagy idősebb. A medián életkor 38,7 év volt. Minden 100 nőre 100,4 férfi jut; a 18 évnél idősebb nőknél ez az arány 100,4.
A háztartások medián bevétele 26 658 amerikai dollár, ez az érték családoknál $31 792. A férfiak medián keresete $24 858, míg a nőké $22 097. A város egy főre jutó bevétele (PCI) $16 224. A családok 8,4%-a, a teljes népesség 12,3%-a élt létminimum alatt; a 18 év alattiaknál ez a szám 8,7%, a 65 évnél idősebbeknél pedig 15,1%.

## Közigazgatás

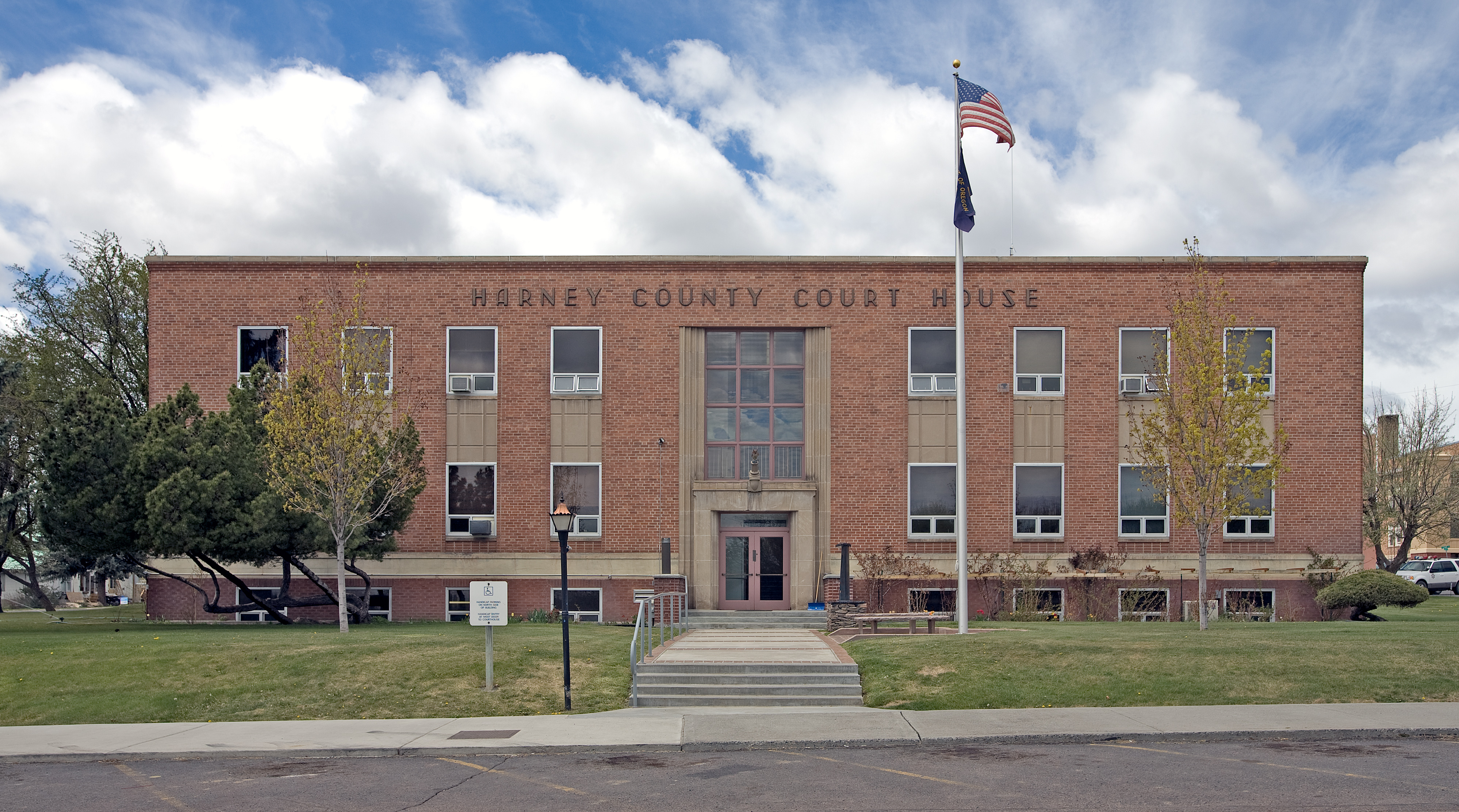
A megyei törvényszék

A polgármester mellett hat képviselő dolgozik. A víz- és szennyvízhálózatért, valamint az úthálózatért felelős közszolgáltatási részlegnek az igazgató mellett négy munkatársa van. A közrendért a rendőrfőnök mellett egy titkár és három rendőr felel; Burns mellett Hines is hozzájuk tartozik. Az önkormányzat alkalmaz még egy menedzsert, egy jegyzőt, egy a közszolgáltatásokért felelős személyt és egy titkárt.
Északnyugatra működik a Burns Paiute-törzs önkormányzata. Az indiánoknak saját rendőrségük, bíróságuk, rendelőjük és egyéb közszolgáltatásaik, valamint közösségi központjuk is van.
A városban található a megyei törvényszék épülete. Munkatársai egy bíró és két meghatalmazott, egy jegyző, egy szakértő, egy kerületi ügyész, egy békéltető testületi személy, egy seriff, valamint egy területileg illetékes kirendelt védőügyvéd.
2012-ben nagy fölényt szerzett a Republikánus Párt. A novemberi elnökválasztáson a urnáknál megjelentek 73%-a a republikánus Mitt Romneyt választotta Barack Obamával szemben. A többi pártra összesen 4% voksolt. A kongresszusi választásokon a szintén republikánus Greg Walden nyerte el a szavazatok többségét 83%-kal. A többi megyei hivatalnokra 63 és 69 százalék közötti voks érkezett.

## Kultúra

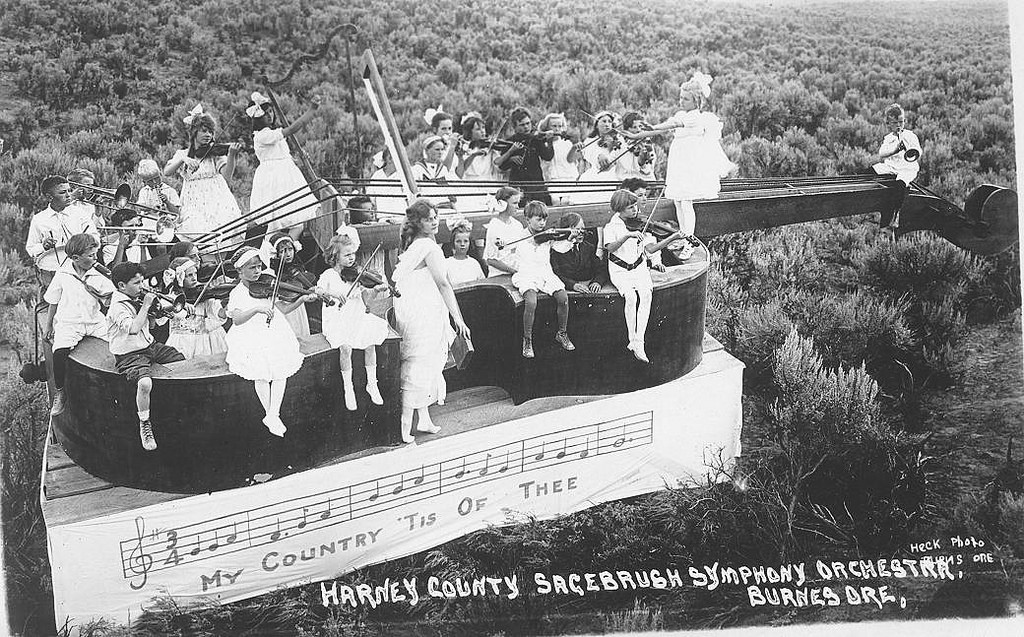
A Sagebrush Symphony Orchestra 1915 körül

A Harney County Arts in Education Foundation zenei oktatások és fellépések támogatására jött létre. A szervezet egy 600 férőhelyes színháztermet és oktatási központot szeretne létrehozni. Támogatásukkal lépett fel a Portland Youth Philharmonic, amelyet Burnsben alapítottak Sagebrush Symphony Orchestra néven.

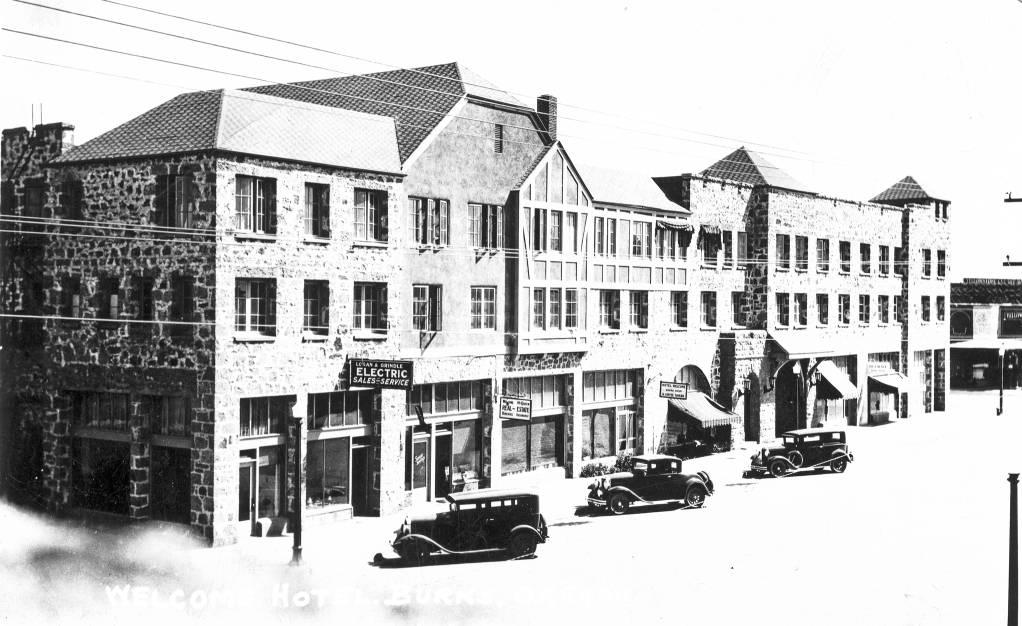
Az 1939-ben leégett Welcome Hotel 1930-ban

Minden év áprilisában, a vízi- és más madarak vonulásának idején tartják a John Scharff Migratory Bird Festival and Art Showt. A Harney-medence vizei körül pelikánok, tőkés récék és ragadozó madarak is feltűnnek vonulásuk idején. A Malheur Nemzeti Tájvédelmi Körzet korábbi igazgatójáról, John Scharffról elnevezett eseménysorozaton túrákat és a madárházak építéséről, régészetről és madarak rajzolásáról szóló oktatásokat is tartanak.
Júniusban, a vásártéren tartja a High Desert Fiddlers a Country Music Jamboree-t. A zenei eseményen bárki felléphet, ezen kívül vacsorákat is rendeznek. A szervezet az év többi részében minden pénteken örömzenélést rendez, ahol népzenét, countryt és bluegrasst játszanak; fő hangszereik a gitár, mandolin, hegedű és cimbalom.
A piactéren minden szeptemberben vásárt tartanak. Az egy hétig tartó eseményen rodeó, karnevál, tehetségkutató, lóverseny, felvonulás és számos más, külső szervezetek és cégek által finanszírozott programok is vannak.
Az 1960-ban, egy korábbi sörfőzde és roncstelep helyén kialakított Harney County Historical Museumban a környék múltjából származó relikviák, dokumentumok és fotók vannak kiállítva.

## Infrastruktúra

### Oktatás és könyvtár
Burns és Hines iskolái a Harney Iskolakerület alá tartoznak. Burnsnek egy általános iskolája (Henry L. Slater Grade School) és egy gimnáziuma (Burns High School), Hinesnak pedig egy középiskolája (Hines Middle School) van. A kerület támogatásával működik az óvoda és második osztály közöttiek magániskolája, a Silvies River Charter School; az intézmény felsőbb éveseknek online vizsgalehetőséget biztosít.
A Ladies Afternoon Club által 1903-ban alapított Harney megyei Könyvtár állománya 2013-ra 12 kötetről 30 ezer fölé nőtt. A könyvtár lehetőséget biztosít könyvtárközi kölcsönzésre.

### Egészségügy

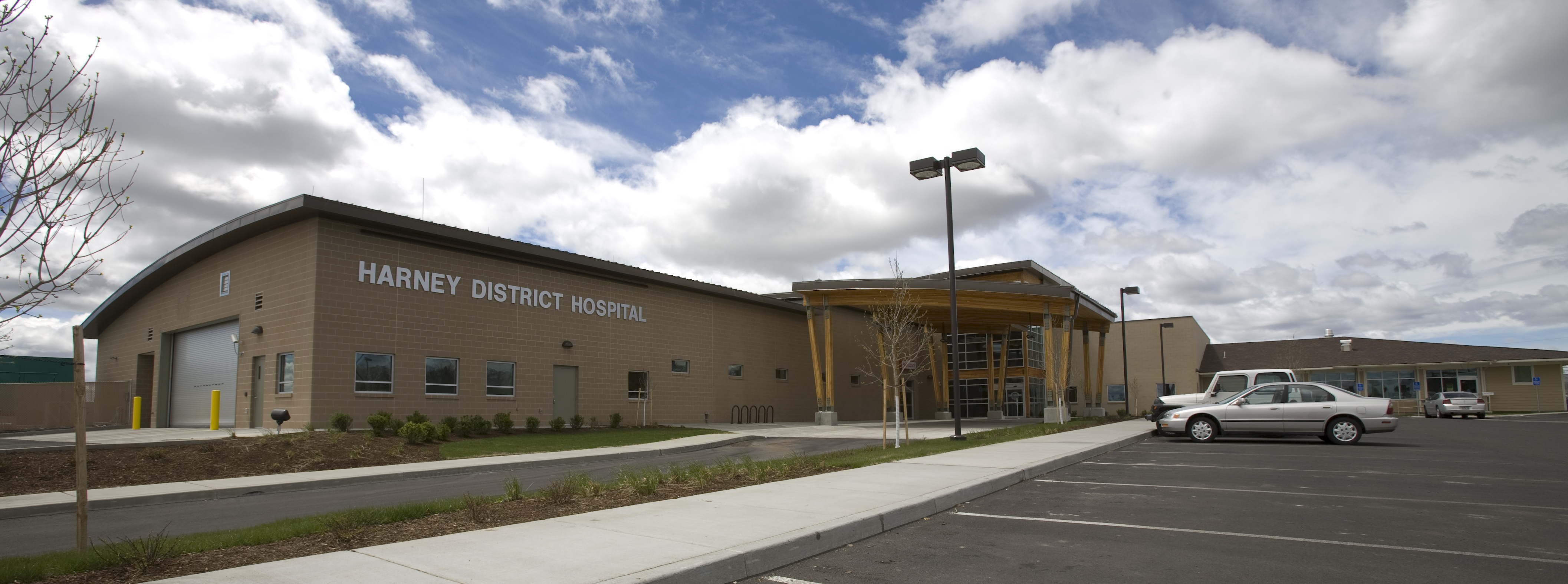
A városi kórház

A város kórháza a 20 ágyas Harney District Hospital. A település orvosi rendelőit a HDH Medical Care és a Mountain Sage Medical üzemelteti. A Burns–Hines Veterans Affairs Clinic a háborús veteránok kezelésére szakosodott. A sürgősségi ellátásról az AirLink Critical Care Transport és a Life Flight Network légi járművei gondoskodnak.

### Közlekedés
A várostól 10 km-re keletre található a Burnsi városi repülőtér, melynek egy, 1600 m hosszú futópályája van. Területén teherszállítást a Pony Express végez.
Bend és Ontario között a Public Oregon Intercity Transit közlekedtet helyközi buszokat naponta egyszer. A járművekkel poggyászfuvarozást is végeznek.

## Média
Újság
A város újsága a Burns Times-Herald. 2006-ban öt munkatársuk megalapította a Survival Media LLC-t, amely megvásárolta a lapot. A Survival Media szerint ez volt az első eset Oregonban, hogy egy újság dolgozói megvegyék lapjukat.
Rádiók
A településről két csatorna sugároz: a KBNH 1230 AM és a KORC 92,7 FM.

## Nevezetes személyek
- Kellen Clemens – NFL-játékos[46][47]
- Norma Paulus – korábbi államtitkár és -oktatási biztos[48]
- Robert Freeman Smith – korábbi képviselő[49] és -házelnök[50]
- Gene Timms – korábbi szenátor[51]

## Fordítás
Ez a szócikk részben vagy egészben  a   Burns, Oregon című angol Wikipédia-szócikk ezen változatának fordításán alapul.  Az eredeti cikk szerkesztőit annak laptörténete sorolja fel. Ez a jelzés csupán a megfogalmazás eredetét és a szerzői jogokat jelzi, nem szolgál a cikkben szereplő információk forrásmegjelöléseként.